# Самухский район
Самухский район (азерб. Samux rayonu) — район на северо-западе Азербайджана. Административный центр — город Самух.

## Этимология
Слово «Самух» со среднеперсидского языка переводится как лес, место охоты.

## История
Самухский район образован 8 августа 1930 года с центром в с. Карагачлы (ныне Самух).
Решением Верховного Совета Азербайджанской ССР из состава Кировабада в 1939 году был образован Сафаралиевский район.
В 1954 году в связи с тем, что большая часть района оказалась под водой из-за строительства Мингечевирской гидроэлектростанции, Самухский район был ликвидирован. Часть района была присоединена к Сафаралиевскому району, часть — к Халданскому району.
4 декабря 1959 года Сафаралиевский район был упразднён. Его территория была передана в подчинение городу Кировабад.
С января 1963 года территория Сафаралиевского района была присоединена к Ханларскому району.
Самухский район вновь был образован 18 февраля 1992 года на территории упразднённого Сафаралиевского района. Центром района стал посёлок городского типа Сафаралиев, а законом от 13 июня 2008 года посёлок Сафаралиев был переименован в Самух и получил стутус города.

## География
Климат района сухой континентальный. Температура воздуха колеблется от +30°С летом и 0°С зимой до −10°С.
Рельеф района в основном равнинный. В северной части Самуха расположены степные зимние пастбища Боздаг и Джейран. На севере район окружён Алазанской долиной.
Площадь района составляет 1455 км2.
По территории района протекают реки Кура, Иори, Алазани, Гянджачай и Гошгарчай.
Территория района граничит с городом Гянджа, Гейгельским, Шамкирским, Товузским, Гахским, Евлахским и Геранбойским районами, а также с Республикой Грузия.
Район расположен в 362 км от Баку.
На территории Самухского района расположен государственный заповедник «Эльдар Шамы» («Эльдарская сосна»). Площадь заповедника составляет 1686 гектар. Заповедник создан для охраны и изучения единственной в мире естественно произрастающей рощи эльдарской сосны.
Данный заповедник был объявлен охраняемой территорией ещё 1910 году.
На территории заповедник также произрастает можжевельник.
В лесах района произрастают боярышник, барбарис, чёрная малина, лох, конский каштан.

## Население
К началу 2017 года население региона составляло 57,1 тыс. человек, из которых 21,4 тыс. чел. составляло городское население, 35,5 тыс. чел. — сельское население. В 2018 году общая численность населения увеличилась на 0,6 тыс. человек и составила 57,7 тыс. чел.
К началу 2018 года 28,9 тыс. или 49,6 % от общей численности населения составляли мужчины, 28,8 тысячи или 50,4 % — женщины.
К началу 2021 года население составило 58,8 тыс. человек, большинство (97,88 %) — азербайджанцы.
На 1 января 2022 года население составило 59 396 чел.
Население района по годам

(на начало года, тыс. чел.)
| Годы | Количество | Городское население | Сельское население |
| ---- | ---------- | ------------------- | ------------------ |
| 2000 | 49,9       | 12,4                | 37,5               |
| 2001 | 50,2       | 12,9                | 37,3               |
| 2002 | 50,4       | 13,3                | 37,1               |
| 2003 | 50,7       | 13,7                | 37,0               |
| 2004 | 50,9       | 17,9                | 33,0               |
| 2005 | 51,4       | 18,4                | 33,0               |
| 2006 | 51,9       | 18,8                | 33,1               |
| 2007 | 52,4       | 19,3                | 33,1               |
| 2008 | 52,8       | 19,7                | 33,1               |
| 2009 | 53,6       | 20,3                | 33,3               |
| 2010 | 54,0       | 20,5                | 33,5               |
| 2011 | 54,6       | 20,7                | 33,9               |
| 2012 | 55,0       | 20,8                | 34,2               |
| 2013 | 55,6       | 21,1                | 34,5               |
| 2014 | 56,3       | 21,3                | 35,0               |
| 2015 | 55,6       | 20,6                | 35,0               |
| 2016 | 56,4       | 21,0                | 35,4               |
| 2017 | 57,1       | 21,4                | 35,7               |
| 2018 | 57,7       | 21,6                | 36,1               |

## Административное устройство
В Самухском районе действует 23 муниципалитета, 35 населённых пунктов. Из них 1 город, 5 посёлков, 29 сёл.

## Экономика
Самухский район находится на территории Гянджа-Дашкесанского экономического района.
На территории района расположены 708 км2 земель, пригодных для сельского хозяйства.

## Образование
В районе действуют 35 образовательных учреждений, из них 23 полных средних школы, 11 общих средних и 1 начальная школа.

## Инфраструктура
Действует 1 больница на 76 коек, 9 поликлиник. Действует 22 библиотеки, 1 музей.

## Культура
В районе функционируют департамент культуры, центральная библиотека и центр Гейдара Алиева. Под управлением департамента культуры района находятся 12 домов культуры, 14 клубов, 34 библиотеки и 3 детские музыкальные школы
Одним из исторических памятников являются курганы Нябиагалы диаметром 10-20 м и высотой 1-1,5 м. Дата образования этих курганов восходит к концу бронзового века и началу каменного века.
На северо-востоке заповедника находится хорошо известная башня «Башня Кероглу», а рядом с башней находится залив, имеющий целебное значение. К памятникам архитектуры этого района относится Мавзолей Имамзаде, где был погребён сын Имама Мухаммеда Багир оглу шахзаде Ибрагим (VIIIвек), высотой 12 м.

## Главы исполнительной власти
Главой Самухского района является Глава исполнительной власти. Главы исполнительной власти:
- Вагиф Гусейнов[азерб.] (июнь 1993—1993)
- Мамед Алекберов (16 ноября 1993 — ?)
- Ариф Эйюб оглы Агаев (? — 17 апреля 2004)
- Шахин Мамедов[азерб.] (17 апреля 2004 — 26 декабря 2005)[14]
- Вильям Гаджиев[азерб.] (7 февраля 2006 — 14 апреля 2012)[15]
- Али Годжаев[азерб.] (18 апреля 2012 — 25 октября 2023)[16][17]
- Фирдовси Алиев (с 25 октября 2023)[18]